# Schloss Atzenbrugg
Das Schloss Atzenbrugg ist ein Schloss in der Marktgemeinde Atzenbrugg im westlichen Tullner Becken in Niederösterreich. Es dient als Museum zum Leben und Werk des Komponisten Franz Schubert. Das Gebäude steht unter Denkmalschutz.

## Geschichte
Bereits für das frühe 12. Jahrhundert ist eine „Herrschaft“, ein Grundbesitz, in der Gegend der heutigen Marktgemeinde Atzenbrugg belegt. Auf den Besitzer Azzo führt man den Namen des Ortes zurück. Auch für keltische und karolingische Bewohner gibt es Belege. Um 1190 wird eine Frau Gertrud von Azzenpruck erwähnt, seit 1313 ist ein Wappen der Herren von Azenbruck nachweisbar. Die Baugeschichte des heutigen Schlosses lässt sich bis ins Mittelalter zurückverfolgen. Zunächst hatte diese Burg einen Ringgraben. Seit 1379 war das Landschloss im Besitz des Stifts Klosterneuburg, 1398 wurde eine bereits bestehende Kapelle erweitert und der heiligen Katharina geweiht.
Während der zweiten Türkenbelagerung (1683–1686) entstanden starke Schäden, 1691 wurden durch den italienischen Stuckateur Domenico Piazzol Reparaturen durchgeführt. Um 1746 gab es weitere Restaurierungsarbeiten.
Das Schloss befindet sich seit 1977 im Besitz der Marktgemeinde.

## Schubertmuseum
Im frühen 19. Jahrhundert war der Justitiar Joseph Derffel (* um 1766, † nach 1849) Gutsverwalter der Herrschaft. Durch seinen Neffen Franz von Schober kamen der Komponist Franz Schubert und viele seiner Freunde (darunter die Familie von Spaun, Leopold Kupelwieser, Moritz von Schwind, Joseph von Gahy, Anton von Doblhoff-Dier [eigentlich "Doblhoff von Dier"], Ludwig Mohn) mehrfach auf einige Tage zu Besuch nach Atzenbrugg oder auch der nahegelegenen Aumühle und unterhielten sich dort u. a. mit Musizieren und Gesellschaftsspielen. Von 1820 bis 1822 (1823 unsicher) fanden im Schloss und der Aumühle Schubertiaden statt.
Eduard von Bauernfeld besuchte Atzenbrugg Mitte September 1825 und verbrachte mit Schwind und Schober ein Wochenende insbesondere in der Aumühle. 
Gegen Ende des 20. Jahrhunderts führten die Aktivitäten einer Reihe von Schubertianern – darunter Rosa Schwab (1921–2009) – zu Konzertzyklen von international gefeierten Schubert-Interpreten, etwa mit Robert Holl oder Kurt Equiluz, die die Einnahmen für die Renovierung des Schlosses und die Einrichtung eines Schubert-Museums zur Verfügung stellten. Die als Leihgabe ausgestellte Haarlocke von Schubert stammt aus dem der Wienbibliothek gehörenden Nachlass des Schubert-Forschers Ignaz Weinmann. 
Das Schubertmuseum erhielt 1996 den Anerkennungspreis des Österreichischen Museumspreises.
Im Februar 2024 wurde bekanntgegeben, dass Ildikó Raimondi die künstlerische Leitung der Atzenbrugger Schubertiaden übernehmen soll.

## Galerie

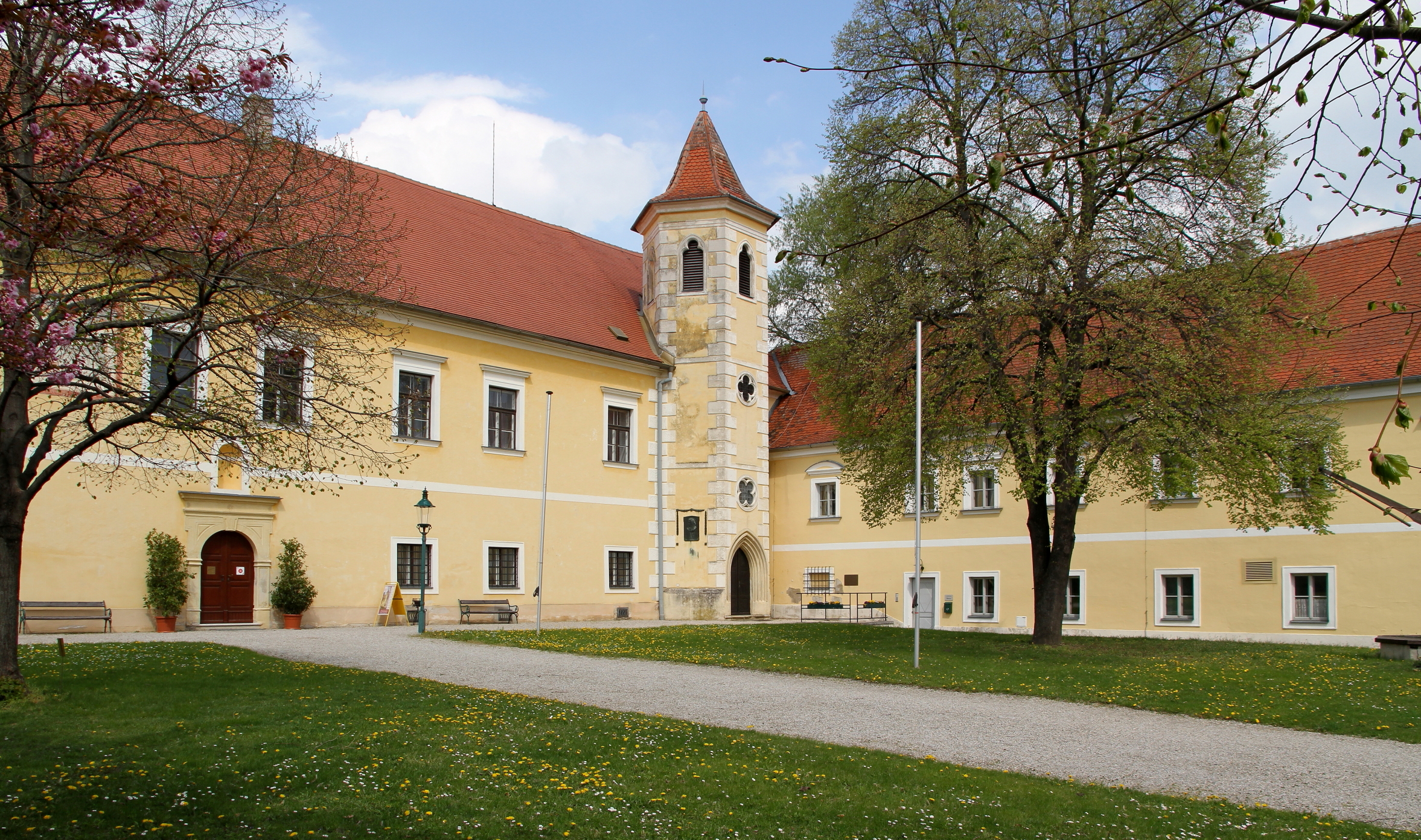
Schloss Atzenbrugg
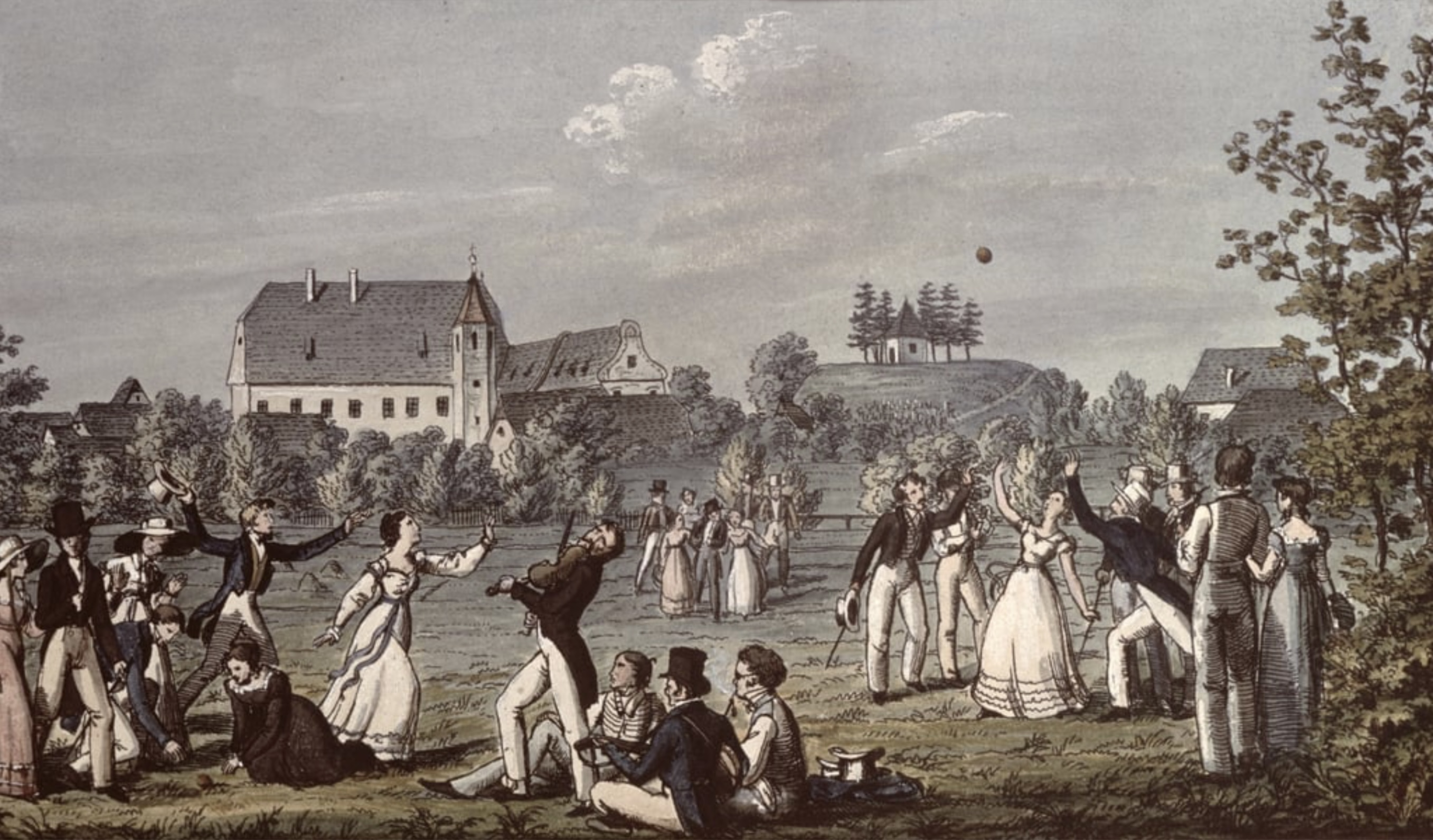
Ballspiel vor Schloss Atzenbrugg. Franz Schubert und Moritz von Schwind im Vordergrund sitzend.
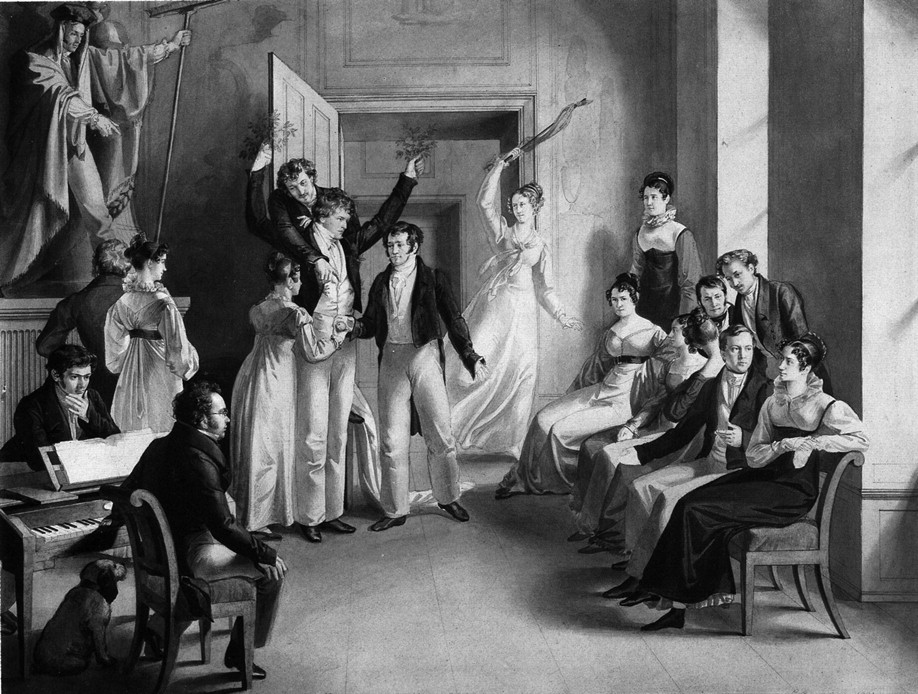
L. Kupelwieser: Charade der Schubertianer in Schloss Atzenbrugg
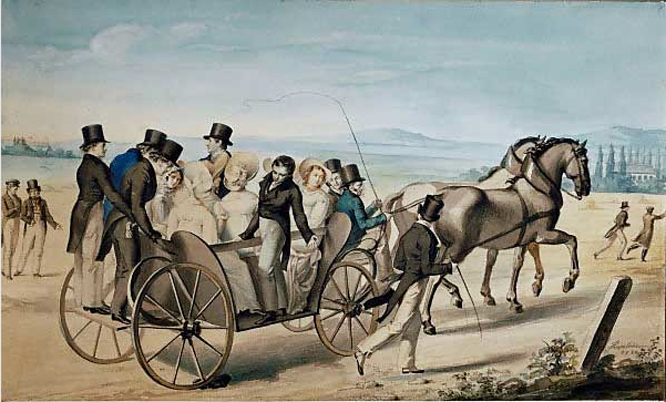
L. Kupelwieser: Landpartie der Schubertianer zur Aumühle von Josepha und Max Joseph Gritzner
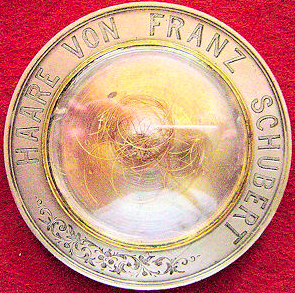
Schubert-Locke in Atzenbrugg (Leihgabe von Ernst Hilmar, der diese Locke aus den Beständen der Wiener Stadt- und Landesbibliothek stahl und sie in Schuberts Todesjahr umdatierte)